# Талыш-и Гуштасби
Талыш-и Гуштасби (перс. تالش گشتاسبی‎) — историческое название северной области Талыша, ныне являющейся частью Азербайджанской Республики. Во времена Аббасидского халифата существовала (частично эквивалентная) область под названием Гуштасфи (перс. گشتاسفی‎). Жители северных областей талыши являются иранцами и говорят на северо-западном иранском языке, называемый талышским.